# Hygrophila schulli
Hygrophila schulli är en akantusväxtart som först beskrevs av Hamilt., och fick sitt nu gällande namn av Marselein Rusario Almeida och S.M. Almeida. Hygrophila schulli ingår i släktet Hygrophila och familjen akantusväxter. Inga underarter finns listade i Catalogue of Life.

## Bildgalleri

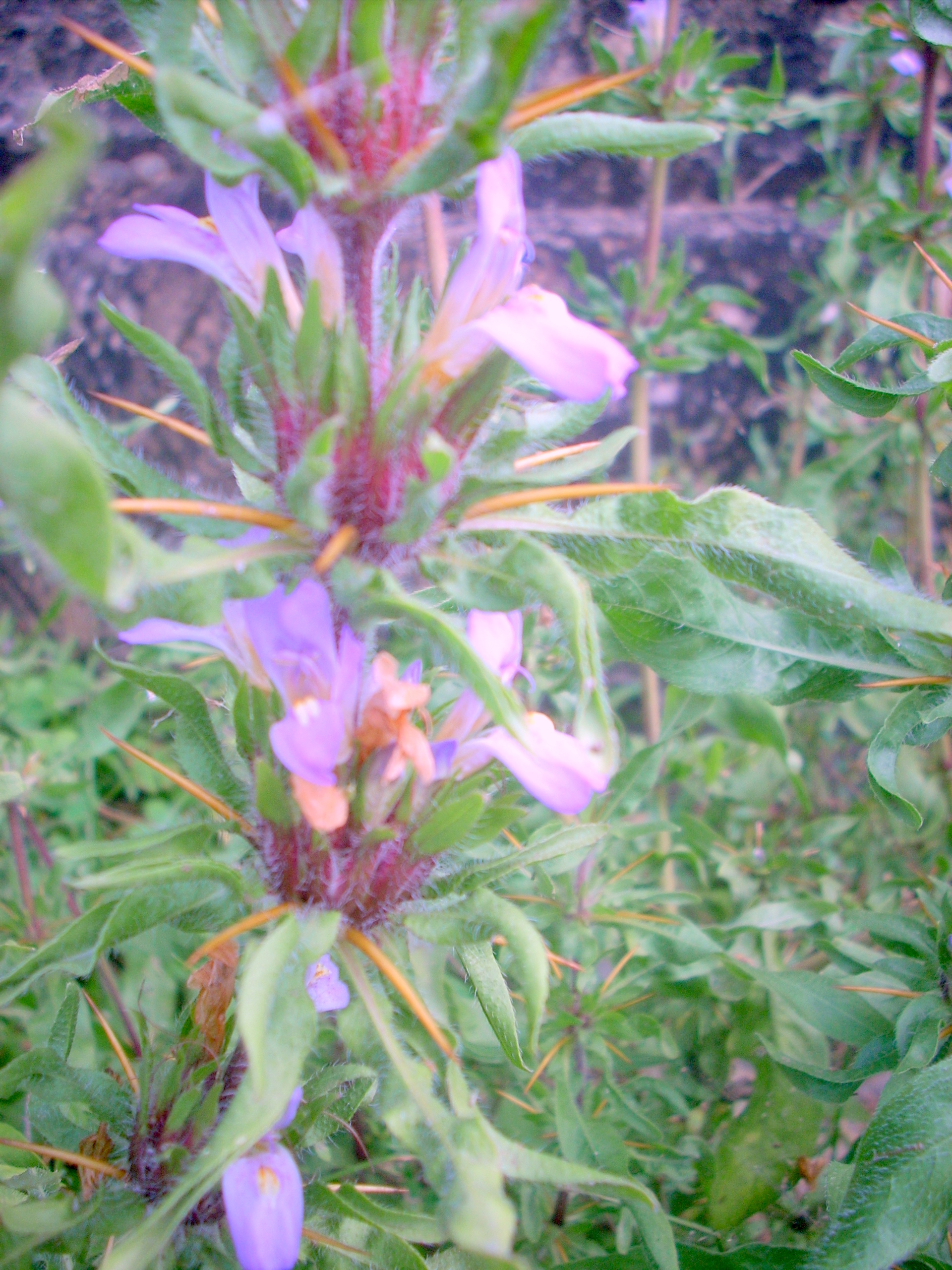
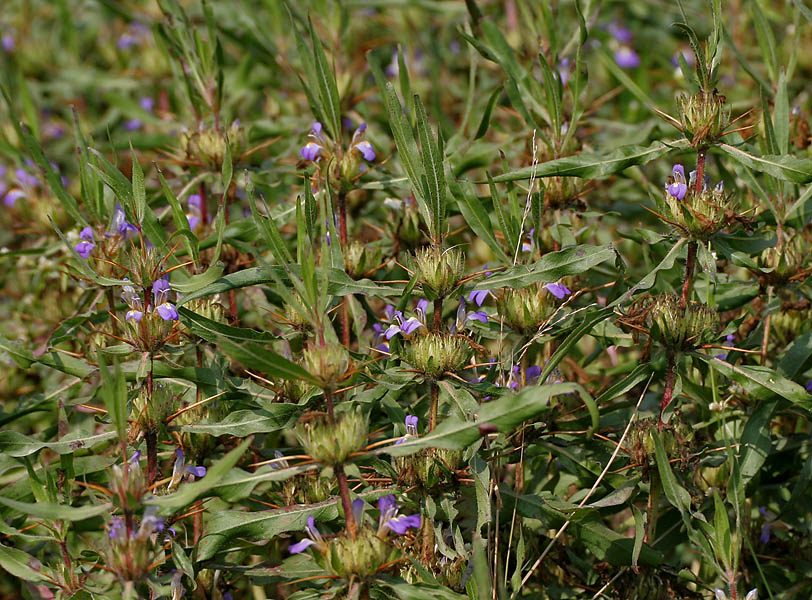
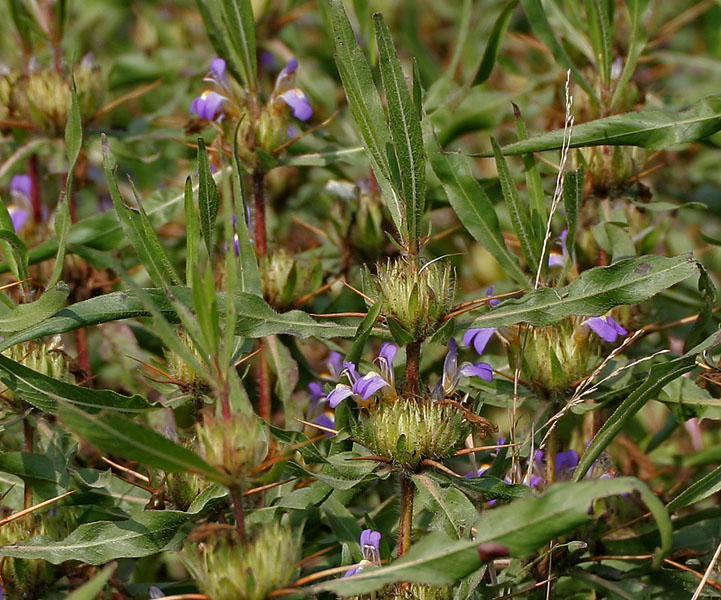